# Europees kampioenschap basketbal mannen 2009
Het 36e Europees kampioenschap basketbal vond plaats van 7 tot 20 september 2009 in Polen. 16 nationale teams speelden in 7 steden om de Europese titel.

## Voorronde
De 16 deelnemende landen zijn onderverdeeld in vier poules van vier landen. De top drie van elke poule plaatsten zich voor de hoofdronde, de nummers 4 zijn uitgeschakeld.

### Groep A
De wedstrijden in deze groep vonden plaats in Poznań.
| Datum       | Land            | Score    | Land            |
| ----------- | --------------- | -------- | --------------- |
| 7 september | Noord-Macedonië | 54 – 86  | Griekenland     |
| 7 september | Kroatië         | 86 – 79  | Israël          |
| 8 september | Israël          | 79 – 82  | Noord-Macedonië |
| 8 september | Griekenland     | 76 – 68  | Kroatië         |
| 9 september | Noord-Macedonië | 71 – 81  | Kroatië         |
| 9 september | Israël          | 80 – 106 | Griekenland     |

| Groep A |                 |             |             |             |            |            |            |        |
| #       | Land            | Wedstrijden | Wedstrijden | Wedstrijden | Doelpunten | Doelpunten | Doelpunten | Punten |
| #       | Land            | G           | W           | V           | V          | T          | Saldo      | Punten |
| 1       | Griekenland     | 3           | 3           | 0           | 268        | 202        | +66        | 6      |
| 2       | Kroatië         | 3           | 2           | 1           | 235        | 226        | +9         | 5      |
| 3       | Noord-Macedonië | 3           | 1           | 2           | 207        | 246        | -39        | 4      |
| 4       | Israël          | 3           | 0           | 3           | 238        | 274        | -36        | 3      |

### Groep B
De wedstrijden in deze groep vonden plaats in Gdańsk.
| Datum       | Land      | Score   | Land      |
| ----------- | --------- | ------- | --------- |
| 7 september | Rusland   | 81 – 68 | Letland   |
| 7 september | Frankrijk | 70 – 65 | Duitsland |
| 8 september | Duitsland | 76 – 73 | Rusland   |
| 8 september | Letland   | 51 – 60 | Frankrijk |
| 9 september | Rusland   | 64 – 69 | Frankrijk |
| 9 september | Duitsland | 62 – 68 | Letland   |

| Groep B |           |             |             |             |            |            |            |        |
| #       | Land      | Wedstrijden | Wedstrijden | Wedstrijden | Doelpunten | Doelpunten | Doelpunten | Punten |
| #       | Land      | G           | W           | V           | V          | T          | Saldo      | Punten |
| 1       | Frankrijk | 3           | 3           | 0           | 199        | 180        | +19        | 6      |
| 2       | Rusland   | 3           | 1           | 2           | 218        | 213        | +5         | 4      |
| 3       | Duitsland | 3           | 1           | 2           | 203        | 211        | -8         | 4      |
| 4       | Letland   | 3           | 1           | 2           | 187        | 203        | -16        | 4      |

### Groep C
De wedstrijden in deze groep vonden plaats in Warschau.
| Datum       | Land             | Score        | Land             |
| ----------- | ---------------- | ------------ | ---------------- |
| 7 september | Groot-Brittannië | 59 – 72      | Slovenië         |
| 7 september | Servië           | 66 – 57      | Spanje           |
| 8 september | Slovenië         | 80 – 69      | Servië           |
| 8 september | Spanje           | 84 – 76      | Groot-Brittannië |
| 9 september | Spanje           | 90 – 84 (nv) | Slovenië         |
| 9 september | Groot-Brittannië | 59 – 77      | Servië           |

| Groep C |                  |             |             |             |            |            |            |        |
| #       | Land             | Wedstrijden | Wedstrijden | Wedstrijden | Doelpunten | Doelpunten | Doelpunten | Punten |
| #       | Land             | G           | W           | V           | V          | T          | Saldo      | Punten |
| 1       | Slovenië         | 3           | 2           | 1           | 236        | 218        | +18        | 5      |
| 2       | Servië           | 3           | 2           | 1           | 212        | 196        | +16        | 5      |
| 3       | Spanje           | 3           | 2           | 1           | 231        | 226        | +5         | 5      |
| 4       | Groot-Brittannië | 3           | 0           | 3           | 194        | 233        | -39        | 3      |

### Groep D
De wedstrijden in deze groep vonden plaats in Wrocław.
| Datum       | Land      | Score   | Land      |
| ----------- | --------- | ------- | --------- |
| 7 september | Polen     | 90 – 78 | Bulgarije |
| 7 september | Turkije   | 84 – 76 | Litouwen  |
| 8 september | Litouwen  | 75 – 86 | Polen     |
| 8 september | Bulgarije | 66 – 94 | Turkije   |
| 9 september | Polen     | 69 – 87 | Turkije   |
| 9 september | Litouwen  | 84 – 69 | Bulgarije |

| Groep D |           |             |             |             |            |            |            |        |
| #       | Land      | Wedstrijden | Wedstrijden | Wedstrijden | Doelpunten | Doelpunten | Doelpunten | Punten |
| #       | Land      | G           | W           | V           | V          | T          | Saldo      | Punten |
| 1       | Turkije   | 3           | 3           | 0           | 265        | 211        | +54        | 6      |
| 2       | Polen     | 3           | 2           | 1           | 245        | 240        | +5         | 5      |
| 3       | Litouwen  | 3           | 1           | 2           | 235        | 239        | -4         | 4      |
| 4       | Bulgarije | 3           | 0           | 3           | 213        | 268        | -55        | 3      |

## Hoofdronde
De wedstrijden in de hoofdronde worden gespeeld in twee poules van zes teams. Onderlinge resultaten uit de voorronde tellen mee voor de hoofdronde. De beste vier landen uit elke poule gaan door naar de kwartfinales. De overige landen zijn uitgeschakeld.

### Groep E
De wedstrijden in deze groep vonden plaats in Bydgoszcz.
| Datum        | Land            | Score   | Land            |
| ------------ | --------------- | ------- | --------------- |
| 11 september | Rusland         | 62 – 59 | Kroatië         |
| 11 september | Duitsland       | 76 – 84 | Griekenland     |
| 11 september | Frankrijk       | 83 – 57 | Noord-Macedonië |
| 13 september | Noord-Macedonië | 86 – 75 | Duitsland       |
| 13 september | Griekenland     | 65 – 68 | Rusland         |
| 13 september | Kroatië         | 79 – 87 | Frankrijk       |
| 15 september | Rusland         | 71 – 69 | Noord-Macedonië |
| 15 september | Frankrijk       | 71 – 69 | Griekenland     |
| 15 september | Duitsland       | 68 – 70 | Kroatië         |

| Groep E |                 |             |             |             |            |            |            |        |
| #       | Land            | Wedstrijden | Wedstrijden | Wedstrijden | Doelpunten | Doelpunten | Doelpunten | Punten |
| #       | Land            | G           | W           | V           | V          | T          | Saldo      | Punten |
| 1       | Frankrijk       | 5           | 5           | 0           | 380        | 334        | +46        | 10     |
| 2       | Rusland         | 5           | 3           | 2           | 338        | 338        | 0          | 8      |
| 3       | Griekenland     | 5           | 3           | 2           | 380        | 337        | +43        | 8      |
| 4       | Kroatië         | 5           | 2           | 3           | 357        | 364        | -7         | 7      |
| 5       | Noord-Macedonië | 5           | 1           | 4           | 337        | 396        | -59        | 6      |
| 6       | Duitsland       | 5           | 1           | 4           | 360        | 383        | -23        | 6      |

### Groep F
De wedstrijden in deze groep vonden plaats in Łódź.
| Datum        | Land     | Score        | Land     |
| ------------ | -------- | ------------ | -------- |
| 12 september | Turkije  | 63 – 60      | Spanje   |
| 12 september | Polen    | 72 – 77      | Servië   |
| 12 september | Litouwen | 58 – 81      | Slovenië |
| 14 september | Spanje   | 84 – 70      | Litouwen |
| 14 september | Slovenië | 76 – 60      | Polen    |
| 14 september | Servië   | 64 – 69 (nv) | Turkije  |
| 16 september | Litouwen | 79 – 89      | Servië   |
| 16 september | Polen    | 68 – 90      | Spanje   |
| 16 september | Turkije  | 67 – 69      | Slovenië |

| Groep F |          |             |             |             |            |            |            |        |
| #       | Land     | Wedstrijden | Wedstrijden | Wedstrijden | Doelpunten | Doelpunten | Doelpunten | Punten |
| #       | Land     | G           | W           | V           | V          | T          | Saldo      | Punten |
| 1       | Slovenië | 5           | 4           | 1           | 390        | 344        | +46        | 9      |
| 2       | Turkije  | 5           | 4           | 1           | 370        | 338        | +32        | 9      |
| 3       | Servië   | 5           | 3           | 2           | 365        | 357        | +8         | 8      |
| 4       | Spanje   | 5           | 3           | 2           | 381        | 351        | +30        | 8      |
| 5       | Polen    | 5           | 1           | 4           | 355        | 405        | -50        | 6      |
| 6       | Litouwen | 5           | 0           | 5           | 358        | 424        | -66        | 5      |

## Kwartfinales
Deze wedstrijden werden gespeeld in Katowice.
| Datum        | Land      | Score        | Land        |
| ------------ | --------- | ------------ | ----------- |
| 17 september | Rusland   | 68 – 79      | Servië      |
| 17 september | Frankrijk | 66 – 86      | Spanje      |
| 18 september | Turkije   | 74 – 76 (nv) | Griekenland |
| 18 september | Slovenië  | 67 – 65      | Kroatië     |

## Plaatsingswedstrijden
Deze wedstrijden werden gespeeld in Katowice.
| Datum                | Land      | Score   | Land    |
| -------------------- | --------- | ------- | ------- |
| 19 september         | Frankrijk | 80 – 68 | Turkije |
| 19 september         | Rusland   | 69 – 76 | Kroatië |
| 20 sept. (7e plaats) | Turkije   | 66 – 89 | Rusland |
| 20 sept. (5e plaats) | Frankrijk | 69 – 62 | Kroatië |

## Halve finales
Deze wedstrijden werden gespeeld in Katowice.
| Datum        | Land   | Score        | Land        |
| ------------ | ------ | ------------ | ----------- |
| 19 september | Spanje | 82 – 64      | Griekenland |
| 19 september | Servië | 96 – 92 (nv) | Slovenië    |

## Bronzen finale
Deze wedstrijd werd gespeeld in Katowice.
| Datum        | Land        | Score   | Land     |
| ------------ | ----------- | ------- | -------- |
| 20 september | Griekenland | 57 – 56 | Slovenië |

## Finale
Deze wedstrijd werd gespeeld in Katowice.
| Datum        | Land   | Score   | Land   |
| ------------ | ------ | ------- | ------ |
| 20 september | Spanje | 85 – 63 | Servië |

## Eindrangschikking
| Goud   | Spanje      |
| Zilver | Servië      |
| Brons  | Griekenland |
| 4      | Slovenië    |
| 5      | Frankrijk   |
| 6      | Kroatië     |
| 7      | Rusland     |
| 8      | Turkije     |

| 9  | Polen            |
| 9  | Noord-Macedonië  |
| 11 | Duitsland        |
| 11 | Litouwen         |
| 13 | Letland          |
| 13 | Israël           |
| 13 | Groot-Brittannië |
| 13 | Bulgarije        |

## Teams
| Goud | Zilver | Brons | 4 |
| Spanje Pau Gasol Juan Carlos Navarro Víctor Claver Rudy Fernández Jorge Garbajosa Sergio Llull Carlos Cabezas Ricky Rubio Felipe Reyes Marc Gasol Raúl López Álex Mumbrú | Servië Miloš Teodosić Stefan Marković Bojan Popović Uroš Tripković Ivan Paunić Milenko Tepić Nemanja Bjelica Novica Veličković Milan Mačvan Nenad Krstić Kosta Perović Miroslav Raduljica | Griekenland Nick Calathes Giannis Kalampokis Vassilis Spanoulis Stratos Perperoglou Nikos Zisis Georgios Printezis Kostas Kaimakoglou Antonis Fotsis Kosta Koufos Ioannis Bourousis Sofoklis Schortsanitis Andreas Glyniadakis | Slovenië Jaka Lakovič Goran Dragić Domen Lorbek Samo Udrih Jaka Klobučar Boštjan Nachbar Goran Jagodnik Uroš Slokar Jurica Golemac Matjaž Smodiš Erazem Lorbek Primož Brezec |

| Eurobasket 2009 winnaar |
| ----------------------- |
| Spanje Eerste titel     |

## Individuele prijzen

### MVP (Meest Waardevolle Speler)
- Pau Gasol

### All-Star Team
- Vassilis Spanoulis
- Miloš Teodosić
- Rudy Fernández
- Erazem Lorbek
- Pau Gasol

1935 · 
1937 · 
1939 · 
1946 · 
1947 · 
1949 · 
1951 · 
1953 · 
1955 · 
1957 · 
1959 · 
1961 · 
1963 · 
1965 · 
1967 · 
1969 · 
1971 · 
1973 · 
1975 · 
1977 · 
1979 · 
1981 · 
1983 · 
1985 · 
1987 · 
1989 · 
1991 · 
1993 · 
1995 · 
1997 · 
1999 · 
2001 · 
2003 · 
2005 · 
2007 · 
2009 · 
2011 · 
2013 · 
2015 · 
2017 · 
2022